# RF Online
RF Online (RFO, англ. Rising Force Online) — корейская MMORPG (ролевая игра) для PC, разработанная CCR, Inc. Сеттинг игры представляет собой сплав фэнтези и научной фантастики, сюжет завязан на конфликте трёх враждующих рас.
С января 2007 года полностью локализованная версия официально издаётся в России, изначально позиционируясь как бесплатная игра. Издатель RF Online в России — «Иннова». Официальный издатель предоставляет на данный момент два сервера игры, открывавшихся в разное время в прошлом.
Текущая версия игры на российских официальных серверах: Episode II Giga IV Part II Update III Bellato Strikes Back: Grand Update (установлен 2 ноября 2009 года). Все нововведения можно узнать на форуме игры.
28 марта 2023 года в официальной группе "Вконтакте" и на форуме игры было анонсировано о закрытии официальных серверов 28 апреля 2023 года.

### Общая информация
RF Online выполнена в полноценном 3D. В мире игры есть место продвинутым технологиям, огнестрельному и лазерному оружию, киборгам и роботам, равно как и мистицизму, магическим заклинаниям тьмы, света и различных стихий.
По сюжету игра строится вокруг конфликта трёх враждующих рас за ресурсы на конкретной планете под названием «Новус». Каждая из рас имеет свои отличительные особенности и внешний вид.
Учётная запись игрока создаётся пустой. На одном сервере, используя одну учётную запись, можно создать до трёх персонажей, за любую из трёх рас на одном аккаунте.
Персонаж одной расы не способен понимать речь другой (кроме как при покупке «переводчика» в cash-shop), невозможна торговля и обмен предметами. Персонажи других рас изначально и всегда представляются враждебными, они могут быть атакованы подобно обычным монстрам. В свою очередь, сражения игроков внутри одной и той же расы невозможны без употребления специального предмета (ПК-пота). Также, любой может атаковать «Врага расы», такой статус может назначаться по решению представителей расы: набора выборных и назначаемых персонажей.
Каждые восемь часов реального времени в игре происходит событие под названием Война за чип («Война за Шахты», «ЧВ», англ. Chip War). На «ЧВ» отводится двухчасовой временной отрезок (за час до начала начинается предупреждающий отсчёт) и предполагается, что в течение этого отрезка раса должна общими усилиями разбить контрольный терминал какой-нибудь другой расы и не потерять свой.
Победа в «Войне за Шахту» даёт возможность победителям добывать руду внутри самой шахты. После того как одна из рас уничтожила Чип противника она должна в течение 30 минут защищать Хранителя Алтаря. Если правильно и успешно распоряжаться этой победой, она служит значительным подспорьем расе-победителю. Войны за чип демонстрируют в лучшем виде одну из характерных черт RF Online, возможность и частое осуществление массовых PvP-сражений. С выходом обновления Bellato Strikes Back ЧВ получила дополнительные возможности из-за возможности ПКшить представителей своей расы — задуманная разработчиками война 3-х рас нередко превращается в слив враждебных гильдий и помощи союзным гильдиям из других рас, что добавляет интригу игре.
Другой характерной особенностью можно считать широчайшее применение «потов» (от англ. potion, зелье). По-разному называющиеся восстановители здоровья трёх рас потребляются в значительных количествах и чаще, чем во многих других MMORPG. Равные по силе и не имеющие исключительно мощного оружия персонажи зачастую неспособны убить друг друга один-на-один. Самостоятельно перебить лечение от потребляемых соперником «потов» им оказывается не по силам. У некоторых классов персонажей присутствуют заклинания, запрещающие использование потов. Привычные заточенные на поддержку классы лекарей присутствуют лишь в усечённом виде (например, вызываемый магом расы Кора анимус Инанна).
«Поты» покупаются в магазинах и обычно используются с помощью встроенной в клиент автоматической системы для поддержания здоровья не ниже заданного значения.

### Возрастной рейтинг
Компания ESRB присвоила игре рейтинг Teen (для подростков, лиц 13 лет и старше) с пометками о содержащихся в игре легко разграничиваемом с реальной жизнью насилии и провокативных материалах. Последнее, вероятно, касается откровенного внешнего вида женских персонажей расы Кора. Нельзя также забывать, что как и в любой другой онлайн-игре, игроки могут встретиться с ненормативной лексикой, несмотря на накладываемые админами баны (чата, а при повторных нарушениях — до бана аккаунта).

Скриншот из игры. Начинающий персонаж расы Кора

## Геймплей и управление
По умолчанию игроку предлагается вид от третьего лица. Мышь может использоваться для подавляющего большинства действий в игре. Клавиатура может использоваться для общения посредством текстового чата, а также для более оптимального, эффективного управления игровым персонажем. Применение любого атакующего действия требует выделения цели.
Цели выделяются при помощи мыши, либо по системе назначения «привязок» (или «биндов») на горячие клавиши «1», «2», «3»… «0» — системе, более характерной для стратегий в реальном времени.
Горячие клавиши клавиатуры не могут быть переназначены. Существует возможность переключать набор горячих клавиш, вызывающих действия с панельки быстрого доступа, — между наборами «F1»-«F10» и «1»-«0» (переключается клавишей «\»). Также клавиатуру можно переключать между режимами «управления мышью» и «управления клавиатурой» (с помощью латинской «h»), слегка отличающимися расположением горячих клавиш, вызывающих внутриигровые меню. Среди прочего, в «режиме клавиатуры» кнопки A-S-D-W-Q-E отвечают за движение персонажа, а также при помощи английской «v» можно совершать прыжки.
Горячие клавиши приводятся на всплывающих подсказках интерфейса игры, кроме отвечающих за приказы призванным существам латинских ", ", «.» и «/».
При входе в игру новосозданным персонажем, игрок получает предложение пройти обучение, предназначенное для знакомства с основами управления.

### Макросы
Система макросов в RF Online крайне незамысловата. Персонаж может составить до трёх макросов из умений и/или предметов экипировки, а также ещё два макроса из строк чата. При обращении к макросу, игра автоматически пытается задействовать перечисленное. В том же окне с макросами чата и макросов умений, есть так же вкладка, которая располагает ячейки для «банок» с зельями для восстановления здоровья и сил, что делает восстановление здоровья зависящих от «банок» которые применяются с интервалом в несколько секунд

### Задания
Одни задания назначаются автоматически со взятием нового уровня, а другие можно взять у НИП. Также существует возможность покупки заданий. Большинство заданий заключаются в необходимости убить определённое количество монстров или собрать с монстров некоторое количество трофеев. По выполнении всех условий, награда будет немедленно доставлена игроку, где бы он ни находился. Но высокоуровневые задания 51+ иногда требуют после его выполнения (убийство ПБ Айзена, например) в течение определённого времени, (например 5-ти минут) «поговорить» с НИП находящимся поблизости от места выполнения задания. И если вы не успеваете это сделать, квест засчитан не будет, и трофей вы не получите.
Опыта, даваемого за квесты, недостаточно для полноценного развития, и игроку следует набирать недостающий до следующих уровней опыт в обычной охоте на монстров. Игрок может получить 20 заданий получаемых за новый уровень, 5 заданий у НИП и 5 покупных заданий. После чего самые ранние квесты будут удалены.

## Расы
У трёх рас, помимо приводимых особенностей, есть и более-менее схожие классы: танки, стрелки́ и так далее, не обязательно активно использующих расовую особенность.
В спорах различной степени ожесточённости, то и дело вспыхивающих между игроками, регулярно встречаются взаимные упрёки, суть которых сводится к тому, что расовая особенность расы оппонента представляет собой несбалансированный элемент игры.

### Империя Акретия (Accretia Empire)
Киборги-акреты не имеют полового диморфизма и не пользуются магией. Их тела, за исключением разве что мозга, почти полностью сделаны из механических частей. Среди прозвищ — «акры», «тостеры» или «тосты», «консервы», «жестянки», «акритосы». По сюжету являются тоталитарным режимом механических солдат, ведущим агрессивную экспансию.
Пусковые установки («ПУ», «ланчи», англ. launcher) доступны только акретам, компенсируя невозможность использовать магию. Это мощное оружие дистанционного боя (хотя связанное с другим умением, нежели пулемёты и луки).
Мощь усугубляется возможностью перехода в осадный режим, увеличивающий боевые характеристики, но запрещающий передвижение. Специализированным классам акретов в осадном режиме доступен ряд самых разрушительных в игре атакующих умений. В то же время, в осадном режиме можно находиться только при наличии продающегося в магазинах осадного комплекта, который исчезает после произведения определённого количества выстрелов из «осадки» (от 1000 до 3000 в зависимости от типа осадки). Осадные комплекты идут по уровню. 30 — 40 — 50 — 55 — 60 — 65 и делятся на «атакующие» и «защитные».
Гранатомёты — особый класс оружия, введённый в игру для наложения дебаффов и баффов, поскольку в расе акретов нет класса магов. Всегда двуручное, продвинутыми гранатомётами могут пользоваться только персонажи класса «Специалист». Чем больше уровень гранатомёта, тем больше дебаффов доступно для использования с ним. В 5 апдейте был добавлен особый тип гранат, которые позволяют восстанавливать хп своих союзников.
Продвинутая бижутерия и характеристики — введена, видимо, исходя из той же логики компенсации за отсутствие магов, акретам доступны более мощные кольца и амулеты. Также при прочих равных у акретов выше базовые показатели защиты на 5 %.
До шестого апдейта только акретам были доступны поты «Cure potion», или «зелёнка», не из Cash Shop, которые при активации резко уменьшают время действия дебаффов. С 6-го апдейта они доступны всем расам.

### Федерация Беллато (Bellato Federation)
Низкорослые остроухие создания. На сленге называются «белки», «булки», «шубы» или «блохастики». По сюжету являются торговцами-интеллектуалами.
Только Беллато доступна светлая магия, в том числе лечащая. «Чудотворец» беллато (англ. chandra, на сленге «чуча», «чандра») — не имеющий аналогов класс, ориентированный на светлую магию и лечение всей группы, то есть поддержку собратьев по расе. Возможно, ввиду наличия данного класса «танки» расы Беллато являются довольно слабыми, и без поддержки чудотворца не способны выполнять свою роль так хорошо, как это делают танки других рас.
MAU (Massive Armor Unit) по принципу действия напоминает экзоскелет или «мехи». Внушительных размеров робот с беллато-пилотом внутри по сюжету являлся в прошлом инструментом для строительных и исследовательских работ.
В игре МАУ практически не используются в боях. Пилотам приходится тратить на покупку и ремонт большие деньги. Если пилот покидает МАУ, выскакивает из него, то атаковать можно только пилота. «MAU» не могут пить «поты», а находящимся в них пилотам не достаётся опыт за сражения с монстрами. Покупать, улучшать и чинить их приходится только у специальных NPC. Зато их отличает большое количество здоровья и хорошие боевые характеристики. Пилот может иметь до 4 разных МАУ (ключа) и довольно оперативно менять их при необходимости. Чем выше уровень пилота тем лучше МАУ он может использовать.
Существуют две вариации МАУ: Голиаф и Баллиста.
- У Голиафа Архивная копия от 29 марта 2007 на Wayback Machine меньше урон и точность, но выше защита, скорость передвижения и есть возможность кидать сеть, временно запрещающая перемещение врага.
- Дальнобойную Баллисту Архивная копия от 29 марта 2007 на Wayback Machine отличает огромная сила атаки и возможность временно понижать шанс уклонения противника от атак, а также низкая защита и меньший запас прочности.

Также существует 5 основных грейдов МАУ:
- Простой, коричневый МАУ, доступный с 30 уровня после получения профессии пилота,
- Чёрный МАУ (БМАУ, BMAU), доступный с 40 уровня после взятия второй профессии,
- Красный МАУ (РМАУ, RMAU), доступный с 50 уровня,
- Зелёный МАУ (голиаф, «Грин») и Синий МАУ (балиста, Блю мау, также для удобства называют «Блю»), доступны с 55 уровня,
- Золотой МАУ (также для удобства называют «Голд’ы»), доступный с 59 уровня

Существуют подгрейды МАУ (до трёх), носящие цвет своего основного грейда, но при этом могут отличаться различными деталями и оттенками покраски.

### Священный Альянс Кора (Holy Alliance Cora)
Эльфоподобная раса коритов, девушки которой несомненно создавались на радость мужской части игровой аудитории. Используют магию. Прозвища — «корки», «коровы», «коры», «корейцы», «куры», «окорочка». По сюжету являются фанатичными духовниками. Расправившись с другими течениями в ходе междоусобных войн, все кориты служат тёмному богу Дайсему и теперь сражаются за своё выживание. Имеют исключительный доступ к магии тьмы.
Анимусы в простонародье «Покемоны» — призываемые существа, по сюжету доступные в результате таинственных зловещих соглашений.
Четыре типа анимусов обладают своими специализациями. Каждый из анимусов требует отдельной прокачки (набора опыта и уровней), но вместе они позволяют искусному призывателю быть самым универсальным классом в игре.
В текущей версии игры анимусы, как обычные персонажи способны прокачиваться до 65-го ЛВЛа.
Анимусы рассматриваются как support класс. Они могут быть убиты в бою и их можно воскресить. Вызыватель может воскрешать их.
Другие cross классы нет.
Пеймон (на игровом сленге — «пей», «пэй», «пеец», «пень») — дух меча, самый сложный (долгий) в прокачке, обладает огромным показателем защиты и слабым показателем атаки, прокачивается за счёт нанесения урона монстрами по нему. Используется игроками, в основном, для «танкования» мобов, то есть для защиты вызывателя от предназначенного для него урона, посредством принудительного направления пеймона под вражеские удары. С 6 апдейте особенность постоянного агра мобов на пеймона убрана, что не позволит прокачивать суммонеров без пати.
Инанна (на игровом сленге — «инка», «ина») — дух благословения, лечит своего хозяина за счёт собственного здоровья, если здоровье хозяина не на максимуме. По приказу может лечить других коритов. Не атакует, прокачивается за счёт лечения кого-либо.
Геката (на игровом сленге — «гека») — огненный дух, неплохой уворотчик, имеет умеренную силу атаки, но высокую частоту критических ударов, которые, в частности, оглушают атакуемого (стан). Оглушённый не может пить «поты», передвигаться, менять экипировку, совершать другие действия. Геката, в отличие от рядовых персонажей, успешно оглушает и монстров при критическом ударе. Геката наносит удары не только по цели, а и по площади рядом с ней. Также используется для прокачки ПТ защиты расой кор при получении наказания «враг расы».
Изида (на игровом сленге — «изя», «коляска») — дух ярости. В противоположность гекате, наносит большой урон с очень низким шансом нанести критический удар. Имеет малую защиту и количество жизней, однако за счёт наиболее частого употребления в бою прокачивается быстрее всего. В отличие от остальных анимусов, не может быть куплена в ГШ у наставника, но выдаётся при достижении персонажем класса суммонер 40-го уровня. Также Изиду можно выбить из мобов «Предатель», находящихся в локации Сеттова пустыня. При этом Изида будет 1 уровня.

## География
У каждой расы есть три «родные» локации: Генеральный штаб (он же Генштаб, ГШ, англ. headquarters, HQ) и по две колонии, одна из которых оборудована терминалом аукциона. Проникать на территорию Генштаба другой расы невозможно, и в них делают первые шаги начинающие бойцы. Уже в колониях возможно столкновение с другими расами, особенно с теми, кто специально пришёл охотиться на слабых, подрастающих врагов. На игровом сленге такая охота называется «нубхантинг».
Тем не менее, в колониях располагаются объекты для квестов только своей расы (за исключением повторяющегося квеста для 51-55 уровней), поэтому шансы встретить враждебного персонажа не самые высокие. Все остальные локации являются общими, с общими квестами или местами прокачки, и на них часты встречи персонажей разных рас, нередко перерастающие в потасовки.
Разные локации соединены между собой переходами или порталами. Персонажи могут пользоваться только порталами своей расы и любыми переходами (кроме переходов в чужие генштабы).
Переход в продвинутые локации может требовать достижения игроком определённого уровня и наличия некоторого расходуемого при переходе предмета.
Особняком стоят локации Этер (англ. Ether), и Плато Элан (англ. Elan Plateu).
Этер — это заснеженная платформа, доступная с 35 уровня и соединённая с Генштабами каждой расы кораблями-челноками. Челнок курсирует между Этером и Генштабом с определённой периодичностью. Телепортация в данной локации не работает (кроме телепортов на пит-босса из Cash Shop а также телепорта который предлагает игроку переместится в краговые шахты для проведения «ЧВ»), а для быстрой телепортации в ГенШтаб используются персонажи-портеры, специально прокачиваемые для этих целей, или расходуемый предмет «Руна Спасения», который телепортирует Вас к точке привязки (откат использования 30 минут).
На Элан, локацию, доступную игрокам лишь после достижения 45-го уровня, можно попасть только посредством телепортов. Элан примечателен набором Пит-боссов (англ. pit-boss, очень сильных монстров, при убийстве которых даётся большое вознаграждение в виде камней, талик, бижутерии (включая бижутерию с пит-боссов Дагну, Дагона и Дагана, которую получить другим способом невозможно) и стринт-оружия. Это вознаграждение является причиной совместных походов договаривающихся между собой гильдий, в том числе из различных — то есть враждебных друг другу — рас.

### «Данжи»
В охоте на монстров добываются ключи активации, также их можно купить у NPC в Генштабе расы, которые можно использовать у NPC Хранитель врат (ХВ) в Генштабе (ГШ). Потратив такой ключ, персонаж открывает доступный только его группе вход в один из данжей объединённых под общим названием Территорий войны (БД, данж; англ. BD, Battle Dungeon из английской версии).
В плане пространственного построения, разновидностей БД всего две. Более редкая, продвинутая и сложная из разновидностей называется в русской версии игры Цитаделью. В зависимости от ключа, Территории войны населяются разными монстрами и предполагают выполнение некоторого задания на их уничтожение за ограниченное время группой персонажей, уровни которых находятся в определённых пределах.
В высокоуровневых данжах (50—55 уровней) требуется только убить 5 Пит-Боссов за отведённое время, иные монстры отсутствуют. Такие данжи считаются очень удачным местом для набора опыта персонажами 50—53 уровней.
После установленного последнего обновления появились данжи для одновременного участия персонажей уровня 45-71, 56-71, 58-71. Ключи в такой данж можно купить у NPC. Эти данжи стали наиболее популярны для кача персонажей 45-55 и 56-62 уровней.
Также следует отметить, что при смерти персонажа от монстра в данже накопленный опыт не теряется. Так же после смерти в данже персонаж сразу же портуется системой в Генштаб и повторный вход возможен только при повторном запуске данжа.

## Экономика игры
В мире игры существует две валюты. Строго говоря, их четыре, но каждому персонажу доступна одна расовая («даланты», «дизены» или «CP» соответственно беллато, коритам и акретам) и одна универсальная — «платина». В качестве добычи с монстров непосредственно деньги не падают, для их получения материалы и предметы нужно продавать в NPC-магазин или игрокам.
В оригинале и в английской версии «платина» называлась «золотом» (англ. gold).
Сначала в игре осуществлялась попытка составить подобие реальной экономики, зависящей от рудодобычи. Переработка руды даёт расе материалы, из которых можно производить различные предметы: оружие, щиты и броню. Также из руды добываются талики и драгоценности, необходимые для улучшения уже существующих предметов и для некоторых хитрых рецептов.
Избыток перерабатываемой руды, логичным образом скопившийся у расы, часто выигрывающей «ЧВ», должен вызывать у неё инфляцию цен в магазинах и удешевление курса платины по отношению к расовой валюте. За ненужные продукты всё более дорожающей переработки руды в магазинах платят платину, так что идея такова, что часто-копающей расе пытаются затруднить жизнь. Заставить больше тратиться на «поты», и т. д. Проигрывающая раса — наоборот, должна наблюдать падение курса своей расовой валюты и удешевление товаров потребления в магазинах.
Однако, колебания курсов настолько незначительны, что на них никто всерьёз не обращает внимание. Попытки игры на курсах валют аналогично спекуляциям в реальной жизни (здесь подразумевается обмен расовой валюты на платину и наоборот; такой обмен в принципе возможен в любой момент у соответствующего NPC) пресекаются тем, что за каждую обменную операцию взимается налог, мешающий извлекать прибыль. Эффект перепадов в экономике практически не сказывается на расстановке сил. Тем более, что еженедельная профилактика обнуляет флуктуации экономик.
В более ранних версиях игры руду можно было продавать в магазин необработанной, получая гарантированную прибыль. Теперь руда служит в основном источником талик, поскольку магазины покупают её за мизерные суммы.

### Руда и рудодобыча
Обычная руда, пяти разных цветов, может добываться разными способами: с помощью автоматизированной или ручной буровой установки.
Очистка, переработка руды производится у соответствующего NPC за денежный взнос. «Очистки» руды применимы в производстве предметов экипировки персонажами соответствующих, способных создавать предметы классов, но весьма часто просто продаются в NPC-магазин за платину. Производство предметов используется мало из-за низкой привлекательности процесса: малых шансов получить действительно востребованные рынком вещи.
Так называемая «Редкая руда» («РР» для краткости), введённая в одном из последних обновлений, стоит особняком. Посредством переработки и обмена у соответствующих NPC из РР получают подарочные коробочки, при вскрытии которых есть шанс получить какие-нибудь ценные предметы. Добывать РР бурением нельзя, это рядовой трофей в охоте на мобов.

### Аукцион
Для удобства торговли между персонажами у каждой из рас есть свой аукцион, доступный через терминалы в одной из локаций. За 0,1 процент от цены продажи продавец регистрирует предмет и может заниматься своими делами. Если за время регистрации на вещь найдётся покупатель, то при покупке списанные деньги перешлют продавцу за вычетом ставки налога аукциона (устанавливается назначенным Архонтом расы, в среднем составляет 10 %), а покупателю будет прислана вещь.
Объект, зарегистрированный в данный момент на аукционе, блокируется в инвентаре продавца и не может передаваться, выбрасываться, использоваться и т. д.
Налог с аукциона может уходить в другую расу, если на последней Войне за чип эта другая раса разбила чип расы, которой принадлежит рассматриваемый аукцион.
Каждый персонаж может одновременно выставлять на аукцион до пяти предметов, и только ремесленные классы каждой расы могут выставлять на аукцион десять предметов сразу.

### Талики, модификация
Талики — каплевидные предметы, ценные своей способностью придавать некоторые свойства тем вещам, в которые они вставляются.
В единственном числе официальный перевод предлагает вариант «талика» (женский род), хотя игровое сообщество в огромной своей доле привыкло и пользуется вариантом «талик» (мужской род).
Для модификации необходимо, чтобы в вещи был свободный слот (на сленге — «дырка»). После чего в специальном устройстве производится попытка соединить талику с вещью. В зависимости от продвинутости самой вещи и количества уже вставленных талик в ней — в случае неудачи, модификация может привести к потере самой вещи или потере ранее вставленных в неё талик или просто потере талики, которой попытались модифицировать вещь.
Для того чтобы повысить шанс модификации, комбинацию вещи и талики дополняют драгоценными камнями, которые добываются из руды, с монстров в шахтах или покупаются за реальные деньги в Cash-shop-е. Более продвинутые камни сильнее увеличивают шансы вставить талику.
Наиболее популярны:
- жёлтые талики невежества, увеличивающие атаку оружия;
- цвета Маджента талики покровительства, повышающие защиту брони и щитов;
- изумрудные талики грации, повышающие уворот, будучи вставлены в обувь.
- тускло-жёлтые талики милосердия, повышающие точность персонажа посредством вставки их в перчатки (броню рук)

Так же определённые талики используются для производства силовых маяков магии (талики стихий или света (Беллато) и тьмы (Кора), а также для увеличения дополнительных показателей оружия (вампиризм, крит, дальность).
При комбинации талики и золотого катализатора у Героя можно получить «медальку», которая покупается НПС за 0,9-4,4 млн расовой валюты в зависимости от используемой талики.

## Очки статуса,PvP очки и Золотые Очки
Для выстраивания иерархии из игроков в рамках расы используется численный показатель очков статуса (ОС, ЦП, англ. contribution points, CP, не путать с валютой акретов). С определёнными ограничениями ОС набираются за выполнение заданий, победы в «чипварах», убийство персонажей другой расы.
Игроки с бо́льшими ОС получают приоритет при составлении списков для еженедельного голосования на выборах представителей расы. Представители расы: патриарх, архонты и офицеры — это избранные игроки расы, с характерными аурами, дополнительными статусными усилениями себя и окружающих собратьев по расе и способностью «говорить» в особый канал чата на всю расу. (Патриарху каждой расы дана возможность понимать речь игроков других рас, а не наблюдать вместо неё псевдографику.)
Не в последнюю очередь такая ситуация предполагает, что представители расы, как достойные бойцы против других рас, будут активно помогать своим выигрывать регулярные войны за шахты, помогая в координации и лично участвуя.
Кроме очков статуса за убийство противников другой расы начисляются PvP (ПвП) очки, которые можно обменять на специальное оружие, генераторы и другие предметы.
Также в новом обновлении появилась возможность зарабатывать и накапливать Золотые Очки. Они содержатся в Золотых Капсулах, которые выпадают из Золотых Коробочек. Эти коробки можно подобрать с Чипа вражеской расы, в случае победы в «чипварах». За Золотые Очки можно купить оружие, бижутерию, которые более невозможно нигде приобрести.

## Модель распространения
Первоначально игра распространялась в Корее, на Филиппинах и в Европе по модели «pay-to-play», требовалась предварительная абонентская плата за возможность игры. Позже игра была переведена на бизнес-модель free-to-play. Плата за доступ к игре отсутствует. Имеется игровой магазин Cash-shop, в котором можно приобрести игровые предметы.

### Cash Shop
За рубли (в других странах другая валюта) в Cash Shop-е (англ. «магазин за наличные») можно приобрести самые разные предметы, которые облегчают жизнь в игре. В начале введения этой услуги декларировалось стремление сделать ассортимент не нарушающим баланс игры, но на настоящий день нельзя отрицать, что Cash Shop, если не является ключевым к победе элементом игры, то уж точно очень сильно влияет на баланс. Например, только Cash Shop позволяет добывать оружие и броню, модифицированные на 6 и 7 талик, но тоже с очень низкой вероятностью.

### Премиум-аккаунт
Также за деньги (в России рубли), можно на время активировать улучшенную подписку, позволяющую получить увеличенный опыт, очки прокачки PT, дроп с мобов и т.п. В последнем обновлении в Cash Shop появились предметы, которые не активны у персонажей с премиум аккаунтом.
Персонаж, имеющий премиум-аккаунт при входе в игру получает антиграв, меч на 1,5 к скорости, генератор агрессии/не агрессии монстров и аксессуар на усиление атаки, уворота или защиты на выбор. При выходе из игры премиум-предметы автоматически снимаются с персонажа, и при следующем заходе в игру их необходимо выбирать заново, что в некоторых случаях (например, при отключении от сервера) может привести к появлению персонажа среди монстров или игроков другой расы без боевого сета.
Кроме того, наличие премиум-аккаунта даёт возможность официального запуска дополнительного аккаунта («второго окна»).
Стоимость составляет 270 рублей на 1 месяц, при подключении подписки на срок от 2-х месяцев стоимость снижается. Сама стоимость предметов в Cash Shop в рублях.

## Список версий (апдейтов)

### Episode 1: The Beginning to The New World
- 1.0.2 - GIGA Update 2
- 1.0.3 - GIGA Update 3
- 1.0.4 - GIGA FINAL UPDATE PART 1 (GIGA Update 4.1)
- 1.0.5 - GIGA FINAL UPDATE PART 2 (GIGA Update 4.2)

### Episode 2: Pioneers of Novus
- 2.1.1 (1.0.6) - Part 1 Be Ready To Pioners
- 2.1.2 (1.0.7) - Part 1 Update 2 (SE) (Be Ready To Pioners)
- 2.1.3 - Part 1 Update 3 (Completion of Power)
- 2.1.4 - Part 1 Update 4 (Challenge Beyond Imagination)
- 2.1.5 - Part 1 Update 5 (Challenge Beyond Imagination)
- 2.1.6 - Part 1 Final Update (The Secret Of Holy Stone)
- 2.2 - Part 2: Crimson Dawn (Revival of Novus)
- 2.2.1 - Part 2 Update 2: Guardian's Relic
- 2.2.2 - Part 2 Update 2: Forgotten Elven Land
- 2.2.3 - Part 2 Update 3: The War - Bellato Strikes Back
- 2.2.3.2 (недоступная ссылка) - Part 2 Update 3 Patch 2: The War - Bellato Strikes Back: Grand Update (Golden Age) (Golden Update)
- 2.2.4 - Part 2 Update 4: Return of The Lord Master (Novus Rising)

### Part 3: Planet Wars
- v1.5 Defcon 1: Cocked Pistol
- v1.5B - Defcon 1: Cocked Pistol (The Beginning of a New Era)

## Жульничество в игре
Все версии игры подвержены огромному количеству багов. Пользуясь недоработками программного кода, третьи стороны создали утилиты, позволяющие получать нечестное преимущество в игре.
Среди наиболее характерных примеров жульничества — следующие:
- СпидХак (СХ) (калька англ. speedhack, взлом скорости) — нечестный игрок может абсолютно произвольно менять свою скорость передвижения. Естественно, что, обычно, в сторону увеличения до значений, не достижимых легальными путями. Со стороны персонаж использующий спидхак двигается рывками, то есть перепрыгивает определённые участки земли в лежащие на его пути примерно каждую секунду.

В сообществе игроков существует определённое недовольство, из-за наличия дисбаланса в сторону читеров. Администрация проекта реагировала на складывающуюся ситуацию формальными фразами.
Уточнение в виде прямого объявления использования посторонних утилит наказываемым нарушением не устранило проблемы как имеющего места явления.
В значительной мере администрация борется с нарушителями, указываемыми другими рядовыми игроками. В качестве доказательств рассматриваемого рода нарушений необходим качественный видеофайл, и позднее в официальных новостях прошло сообщение о публикации руководств по использованию утилит FRAPS (в результате частого использования именно этой программы в сленг игроков вошёл термин «фрапс», «фрапсить» — съёмка игрового момента с монитора) и VirtualDub для игроков.
В дальнейшем, наказания, объявляемые за нарушения, были ужесточены, а администрация демонстрировала приверженность к поддержанию порядка отчётом о применении санкций и прямыми заявлениями.
В настоящее время ситуация с использованием багов и посторонних утилит в игре значительно улучшилась. Так, при каждом запуске игры клиент игры проверяется программой Frost, которая при обнаружении дополнительных утилит удаляет их. На всех локациях работают поисковые бот-программы, которые при обнаружении использования сторонних программ блокируют аккаунт. По итогам работы данных ботах-программ было забанено значительное количество игроков, в том числе немалое количество «топов» игры. В зависимости от типов используемых сторонних программ аккаунт игрока может получать временный бан (от недели до 3-х месяцев) или (при использовании программ класса Warrior или неоднократном нарушении) удаление учётной записи игрока.

## Мнения критиков
| Сводный рейтинг | Сводный рейтинг |
| Агрегатор       | Оценка          |
| --------------- | --------------- |
| GameRankings    | 56,41 %         |

Авторы популярных англоязычных ресурсов, посвящённых обзорам компьютерных игр, практически единодушны в более-менее хороших отзывах о PvP-системе, в то же время скептически оценивая большую часть других элементов: квестов, прокачки, рудодобычи, сюжета — в конечном счёте влияющих на погружение в игру и интерес.
Заголовок обзора на сайте IGN Архивная копия от 6 января 2009 на Wayback Machine обыгрывает один из слоганов, использовавшихся при продвижении западного релиза Codemasters, в примерном переводе переделывая его из «Решай, кому ты предан» в «Заяви о своей преданности… другой игре». Отмечается, что уровень глубины игры низок, хоть и не уступает большинству конкурентов. RF Online сочтена подходящей для свойственных её родной стране интернет-кафе; элемент научной фантастики — едва ли не единственное, что авторы могут с натяжкой назвать новым словом в жанре MMORPG.
Для того, чтобы преуспевать, требуется уделять такое количество времени игре, что делается вывод: RF Online не подходит представителям рядовой аудитории, нефанатам MMO-игр. Оценка — 5,5 из 10.
Сайт GamePro.com Архивировано 26 августа 2011 года. в кратком обзоре в целом благосклонно оценил игру, отдавая непростую прокачку и бесхитростность истории на суд вкуса игроков. Высказано одобрение реализации PvP, хотя отмечены малые перспективы потягаться с World of Warcraft или Final Fantasy XI. Оценка — 4 из 5.
Обозреватели сайта GameSpot.com Архивная копия от 21 октября 2007 на Wayback Machine сопровождают рассказ об игре такими соображениями, что большая часть дизайна игры заслуживает похвалы, однако в механике привлекательная часть погребена под невдохновляющим вторичным геймплеем. То есть для получения удовольствия от войн за чип и PvP нужно потратить не особо заслуженно много времени и усилий. Оценка сайта — 6,6 из 10.
Журнал PC Игры оценил игру на 7,0 (из 10).
Журнал «Игромания» дал оценку 8,0 (из 10) Вынося вердикт «RF Online - это анархия и беспредел в чистом виде. Геймплей зачастую напоминает аркаду, а вовсе не MMORPG, но играть от этого не менее весело.»
Большинство русскоязычных авторитетных рецензентов игру вниманием обошли.